# جامعة المالديف الوطنية
جامعة المالديف الوطنية (بالديفهية: ދިވެހިރާއްޖޭގެ ޤައުމީ ޔުނިވަރސިޓީ) هي جامعة وطنية افتتحت في جزر المالديف في 15 فبراير 2011، سابقا كانت تعرف باسم كلية المالديف للتعليم العالي التي أُنشأت في 1 يناير 1999، كجزء من عملية إعادة هيكلة وترشيد تديرها الحكومة في جزر المالديف. تعمل تحت إشراف وزارة التعليم العالي والتدريب، وتقدم الكلية مجموعة من الدرجات والدبلومات، والشهادات، مع التركيز بصفة خاصة على الهندسة، العلوم الصحية، والتعليم، والسياحة، والإدارة. وتدار الجامعة من قبل مجلس الكلية كلية، الذي يرأسه عبد الستار موسى ديدي.

## خلفية
في عام 1998 تأسست جزر المالديف للتعليم العالي. ثم في يناير 1999 تم تأسيس معهد الشريعة والقانون. وفي عام 2000 أطلقت الكلية برنامج الدرجة الأولى: ليسانس الآداب. ومن ثم في 17 يناير 2011، تم تمرير قانون جامعة المالديف الوطنية من قبل رئيس المالديف، وحصلت جامعة المالديف الوطنية على اسمها في 15 فبراير 2011.